# Yasuo Takamori
Yasuo Takamori (jap. 高森 泰男, Takamori Yasuo; * 3. März 1934; † 3. Februar 2016) war ein japanischer Fußballspieler.

## Nationalmannschaft
1955 debütierte Takamori für die japanische Fußballnationalmannschaft. Takamori bestritt 30 Länderspiele. Mit der japanischen Nationalmannschaft qualifizierte er sich für die Olympischen Spiele 1956.